# Jean-Yves Riocreux
Jean-Yves Riocreux (ur. 24 lutego 1946 w Marlhes) – francuski duchowny katolicki, biskup Basse-Terre w latach 2012–2021.

## Życiorys
Święcenia kapłańskie otrzymał 22 czerwca 1974. Inkardynowany do archidiecezji Numea, pracował na terenie tegoż miasta. W 1986 wyjechał do Paryża i podjął w tym mieście pracę duszpasterską. W latach 2001–2003 był proboszczem katedry Notre-Dame.

### Episkopat
5 maja 2003 papież Jan Paweł II mianował do biskupem ordynariuszem diecezji Pontoise. Sakry biskupiej udzielił mu 29 czerwca 2003 ówczesny arcybiskup Paryża – kardynał Jean-Marie Lustiger.
15 czerwca 2012 został mianowany biskupem diecezji Basse-Terre na wyspie Gwadelupa. Ingres odbył się 30 września 2012.
13 maja 2021 papież Franciszek przyjął jego rezygnację z pełnionej funkcji.